# Mimudea leucocraspia
Mimudea leucocraspia is een vlinder uit de familie van de grasmotten (Crambidae). De wetenschappelijke naam van de soort is, als Chortonoeca leucocraspia, voor het eerst geldig gepubliceerd in 1918 door Hampson.